# Yaa Asantewaa
Yaa Asantewaa (ca. 1840 - 17 oktober 1921) was de leider van de opstand van de Ashanti tegen het Britse kolonialisme in 1900, die wel bekendstaat als de Oorlog om de Gouden Stoel. Dankzij haar rol in deze oorlog heeft zij onder de Akan de status van held en een soort moeder des vaderlands.

## Aanloop naar de opstand
Yaa Asantewaa werd door haar broer (Nana Akwasi Afrane Okpese, de Ejisuhene, heerser van Ejisu) benoemd tot koningin-moeder van Ejisu, een deel van het Ashantirijk in het huidige Ghana.
Tijdens het koningschap van haar broer zag Yaa Asantewaa het Ashantirijk een paar ontwikkelingen ondergaan die haar toekomst bedreigden. Van 1883 tot 1888 woedde er een burgeroorlog. Toen haar broer in 1894 stierf gebruikte zij haar recht als koningin-moeder om haar kleinzoon tot Ejisuhene te laten uitroepen. Deze kleinzoon werd door de Britten samen met Ashantikoning Prempeh I en andere leden van de regering in ballingschap gestuurd naar de Seychellen. Daardoor werd Yaa Asantewaa regentes van de deelstaat Ejisu-Juaben.
Toen Prempeh I in ballingschap was, eiste de Britse gouverneur-generaal van de Goudkust, Frederick Hodgson, de Gouden Stoel op - hét symbool van het Ashantivolk. Deze stoel was volgens de legende niet door mensenhanden gemaakt, maar uit de hemel komen neerdalen om zo de speciale steun van de goden aan de Ashanti te demonstreren. Hierop wilden de nog overgebleven regeringsleden van de Ashanti Prempeh I weer terughalen uit zijn ballingschap, maar ze waren hevig verdeeld over de vraag hoe dit te doen. Yaa Asantewaa was hierbij aanwezig en sprak toen de volgende, in Ghana beroemde, woorden:
"Ik zie nu dat sommigen van jullie bang zijn om te vechten voor onze koning. Als we nog leefden in de dappere tijden van Osei Tutu, Okomfo Anokye en Opoku Ware, zouden chiefs niet zonder een schot te lossen toekijken hoe hun koning werd weggevoerd. Dan zou geen Europeaan tegen de chiefs hebben durven spreken op de manier waarop de gouverneur vanmorgen tot jullie sprak. Is het waar dat de dapperheid van de Ashanti niet meer is? Ik kan het niet geloven. Dat kan niet! Ik moet dit zeggen: als jullie, Ashanti-mannen, niet ten strijde trekken, dan doen wij het. Wij, de vrouwen, zullen het doen. Ik zal een beroep doen op de andere vrouwen. Wij zullen tegen de blanke mannen vechten. We zullen vechten tot de laatste vrouw sterft op het slagveld."
Zodoende nam zij de leiding in handen van de Ashanti-opstand van 1900, met de steun van een deel van de Ashanti-adel.

## De opstand en de nasleep
In maart 1900 begon de opstand met de belegering van een fort in Kumasi, waar de Britten zich schuilhielden. (Dit fort is tegenwoordig het Kumasi Fort and Military Museum). Na enkele maanden stuurde de gouverneur van de Goudkust een troepenmacht van 1400 soldaten om de opstand de kop in te drukken. Hierbij werden Yaa Asantewaa en 15 van haar belangrijkste adviseurs gevangengenomen en ook zij werden in ballingschap gestuurd naar de Seychellen. De gouverneur maakte hierbij ook een stoel buit, die volgens de Ashanti een nep-exemplaar was, speciaal gemaakt om de Britten te misleiden. Toen de gouverneur hier lucht van kreeg ondernam hij een nieuwe poging om de echte Gouden Stoel te bemachtigen, die echter nooit is geslaagd.
Deze opstand was de laatste in een serie oorlogen tussen de Britten en de Ashanti in de 19e eeuw. Op 1 januari 1902 slaagden de Britten er na een eeuw van oorlog in om het Ashantirijk te onderwerpen en tot een Brits protectoraat te maken. Yaa Asantewaa stierf op 17 oktober 1921 in ballingschap. Vijf jaar daarna, op 12 november 1926, mocht Prempeh I terugkeren naar de Goudkust. Hij zorgde ervoor dat Yaa Asantewaa alsnog een eervolle begrafenis kreeg.

## Plaats in de geschiedenis
Yaa Asantewaa is nog altijd een erg geliefde figuur in de geschiedenis van de Ashanti, vooral vanwege de moed die ze toonde in de strijd tegen het Britse kolonialisme. In 1960 werd in Kumasi de Yaa Asantewaa Girls' Secondary School opgericht, met als doel om meer vrouwelijke leiders te creëren. In 2000 werd er een nationaal feest georganiseerd van een week, om de verdiensten van Yaa Asantewaa te vieren. In Kwaso, in het Ejisu-Juaben District, werd op 3 augustus 2000 een aan haar gewijd museum geopend. Helaas werd dit museum in 2004 getroffen door een brand, die enkele belangrijke museumstukken vernietigde. Ook in het Prempeh II Memorial Museum in Kumasi kan men een heel leerzaam verhaal horen over deze geschiedenis, en onder andere de nep-Gouden Stoel bewonderen.

## Voetnoten
1. ↑  Addy E.A. Ghana: A History for Primary Schools
2. ↑  Berry L.V. Ghana - A Country Study